# Збеловська Гора
Збеловська Гора (словен. Zbelovska Gora) — поселення в общині Словенське Коніце, Савинський регіон, Словенія. Висота над рівнем моря: 283,2 м.